# Carter County (Missouri)
Carter County is een county in de Amerikaanse staat Missouri.
De county heeft een landoppervlakte van 1.315 km² en telt 5.941 inwoners (volkstelling 2000). De hoofdplaats is Van Buren.